# جاناتان داسنیرس ده ویگی
 جاناتان داسنی یر دو وِژی (انگلیسی: Jonathan Dasnières de Veigy؛ زادهٔ ۵ ژانویهٔ ۱۹۸۷) یک تنیس‌باز اهل فرانسه است.